# Радогоща (Житомирская область)
Радогоща (укр. Радогоща) — село на Украине, находится в Лугинском районе Житомирской области. Расположено на реке Могилянка.
Код КОАТУУ — 1822880803. Население по переписи 2001 года составляет 385 человек, по данным 2016 года составляет 266 человек. Почтовый индекс — 11343. Телефонный код — 4161. Занимает площадь 2,39 км².

## Адрес местного совета
11342, Житомирская область, Лугинский р-н, с. Буда-Литки, ул. Центральная, 26